# Alexis Vedeux
Alexis Jean Vedeux (* 23. Dezember 1879 in Paris; † 30. Januar 1969 in Rouen) war ein französischer Turner.

## Leben
Alexis Vedeux turnte für den Verein Société de Gymnastique L’Ancienne aus Paris. Bei den Olympischen Sommerspielen 1900 in Paris belegte er in dem als „Championnat International de Gymnastique“ bezeichneten Einzelmehrkampf den 37. Platz.